# Pedro Pineda
Pedro Pineda Deras (* 30. November 1971 in Nezahualcóyotl, Estado de México) ist ein ehemaliger mexikanischer Fußballspieler auf der Position eines Stürmers.

## Leben
Pineda erhielt seine fußballerische Ausbildung im Nachwuchsbereich seines Heimatvereins Halcones de Neza, für die er zu Beginn seiner Laufbahn in der Tercera División spielte. Seine überzeugenden Leistungen brachten ihm eine Berufung in die mexikanische U-20-Nationalmannschaft ein, für die er bei der Junioren-Fußballweltmeisterschaft 1991 zum Einsatz kam und mit 4 Treffern zu den erfolgreichsten Torschützen dieses Turniers zählte. Seine Torgefährlichkeit erregte die Aufmerksamkeit von Talentscouts des AC Mailand, die im Vorjahr bereits den talentierten brasilianischen Jugendspieler Giovane Élber verpflichtet hatten, der bei diesem Turnier ebenfalls 4 Tore erzielt hatte. Weil Élber sich bei den Rossoneri jedoch nicht durchsetzen konnte und zu keinem einzigen Einsatz in der Serie A gekommen war, gab man ihn an den Grasshopper Club Zürich ab und stattete im Gegenzug Pineda mit einem Fünfjahresvertrag aus. Doch bereits nach zwei Monaten ohne einzigen Einsatz schickte Milan den Spieler auf Leihbasis zurück zu seinem vorherigen Verein Deportivo Guadalajara, für den er in der Saison 1991/92 insgesamt 18 Einsätze absolvierte und 2 Tore erzielte.
Für das olympische Fußballturnier 1992 wurde Pineda in die mexikanische Olympiaauswahl berufen, die seither aus dem Stamm der mexikanischen U-23-Nationalmannschaft gebildet wird. Pineda kam in allen 3 Vorrundenspielen, nach denen die Mexikaner sich nach drei 1:1-Remis aus dem Turnier verabschieden mussten, als Einwechselspieler zum Einsatz.
Weil der Spieler mit dem vom Club Deportivo Guadalajara gezahlten Gehalt unzufrieden war, wechselte Pineda nach der Freigabe vom AC Mailand zum Club América, bei dem er von 1992 bis 1997 unter Vertrag stand.
Obwohl Pineda insgesamt 4 Jahre im Kader des Club América stand, konnte er sich beim Hauptstadtverein nicht wirklich durchsetzen. Seine erfolgreichste Spielzeit während der Vereinszugehörigkeit zum Club América war die Saison 1995/96, als er an seinen Heimatverein Toros Neza ausgeliehen war und insgesamt 13 Tore erzielte. Doch das Angebot der Toros, Pineda zu kaufen, lehnte der Club América ab und ließ ihn lieber weiterhin viel Zeit auf der Auswechselbank verbringen.
Mit dieser Situation unzufrieden, wechselte Pineda 1997 zum Stadtrivalen Necaxa, mit dem er im Torneo Verano 1998 die Finalspiele gegen Deportivo Toluca erreichte und im Hinspiel beide Treffer zum 2:1-Sieg erzielte. Obwohl seine Mannschaft im Rückspiel bereits nach 2 Minuten mit 2:0 in Führung lag, verlor sie die Begegnung mit 2:5 und musste sich daher mit der Vizemeisterschaft begnügen.
Ein halbes Jahr später machte es die Mannschaft des Club Necaxa besser und setzte sich in den Finalspielen des Torneo Invierno 1998 gegen Deportivo Guadalajara durch, womit Pineda zum ersten Mal die mexikanische Fußballmeisterschaft gewann. Obwohl er in der vorherigen Punktspielrunde insgesamt 11 Tore erzielt hatte, wurde er in den Finalspielen nicht aufgestellt und war darüber so verärgert, dass er zu Necaxas Erzrivalen Atlante wechselte.
Während Pineda für Atlante nur 4 Tore erzielte, kehrte seine Torgefährlichkeit nach seinem Wechsel zum CF Monterrey zurück, für den er im Torneo Invierno 1999 elfmal erfolgreich war und zu den besten Torschützen dieser Halbsaison zählte. Dennoch wechselte er in der Winterpause erneut. Diesmal zum Hauptstadtverein CD Cruz Azul, für den er jedoch nur einen Treffer erzielte.
Nach seinem Wechsel zum CF Pachuca kehrte seine Torgefährlichkeit zurück und Pineda erzielte in der Punktspielrunde der Saison 2000/01 insgesamt 13 Tore. Außerdem erreichte er mit den Tuzos die Finalspiele um das Sommerturnier 2001 gegen Santos Laguna und erzielte im Hinspiel den Siegtreffer zum 2:1. Doch nach der 1:3-Niederlage im Rückspiel blieb erneut nur die Vizemeisterschaft.
Seine letzte Station war das in seiner Heimatstadt spielende Farmteam des Club Atlante, Potros Neza, in dessen Reihen er seine aktive Laufbahn 2004 in der zweiten Liga ausklingen ließ.

## Erfolge
- Mexikanischer Meister: Torneo Invierno 1998